# Rodošto
Rodošto (pamětní dům Františka II. Rákócziho) je muzeum, které se nachází na Hrnčiarské ulici v Košicích, v blízkosti Miklušovy věznice a Kalvínského kostela.
Spolu s největší baštou na Slovensku – Katovou baštou – tvoří jednu expozici s vchodem ve dvoře na Hrnčiarské ulici č. 7, kterou provozuje Východoslovenské muzeum. Kromě středověkého městského opevnění se zde nachází významný Památný dům Františka II. Rákócziho, který je otevřen od roku 1991. Ten je replikou domu z tureckého města Tekirdağ, maďarsky Rodostó (vyslovováno Rodošto), který patřil vůdci posledního maďarského povstání Františku II. Rákóczimu. Ten v Turecku v letech 1720–1735 strávil konec svého života jako vyhnanec a tam také 8. dubna 1735 zemřel.
O stavbě repliky domu bylo rozhodnuto v roce 1908, ale stavba byla zahájena až v letech 1940–1943. Při stavbě kopie domu byly použity původní části vnitřního vybavení a štuková výzdoba bývalé jídelny. Po dokončení byl Památný dům využíván především pro kancelářské a depozitární účely. Památný dům je postaven na místě dřívější obytné budovy a stájí z přelomu 18. a 19. století.

## Expozice
Expozice představuje osobu knížete Františka II. Rákócziho, jeho život v exilu a slavnostní pohřeb v Košicích. Návštěvníci si mohou v Pamětním domě prohlédnout také sérii dobových fotografií z výstavby repliky domu. Celá výstava představuje prostředí, v němž Rákóczi a jeho druhové prožili svůj exilový život v tureckém městě Tekirdağ, rozkládajícím se pod stejnojmenným pohořím na břehu Marmarského moře západně od Konstantinopole.
Dominantou pamětního domu je velká jídelna inspirovaná Orientem, jejíž několik částí údajně vytvořil a vyzdobil sám Rákóczi. Expozici dále doplňují dobové zbraně z 18. století, rytiny, umělecká díla zachycující rodinné portréty Rákócziů a akvarely z Turecka. K vidění jsou také ukázky ražby povstaleckých mincí a medailí, turecký dobový nábytek, předměty z Rákócziho osobního majetku a také předměty související s jeho smrtí a pohřbem. Nechybí ani propagační brožura Rákócziho povstání s názvem Historie knížete Rákócziho z roku 1707 a miniatury z pokoje mladého Františka Rákócziho na hradě Mukačevo. Od roku 2013 je výstava obohacena o nové, moderní a interaktivní prvky.

## Po smrti
Po své smrti byl František II. Rákóczi tajně pohřben v kapli francouzských lazaristů v kostele svatého Benedikta v Istanbulu. Protože nejdůležitějším centrem jeho povstání byly Košice, byly jeho ostatky v roce 1906 uherskou vládou převezeny do Košic. Od té doby jsou jeho ostatky uloženy v Katedrále svaté Alžběty.

## Socha
Od roku 2006 je před domem umístěna socha Františka II. Rákócziho. Rákócziho sochu darovala městu Košice Maďarská republika. Socha je vysoká 230 cm a váží 500 kg. Je umístěna na leštěném žulovém podstavci, který je vysoký 70 cm, široký 300 cm a váží až 7 tun. Autorem sochy je maďarský sochař Sándor Györfi.

## Galerie

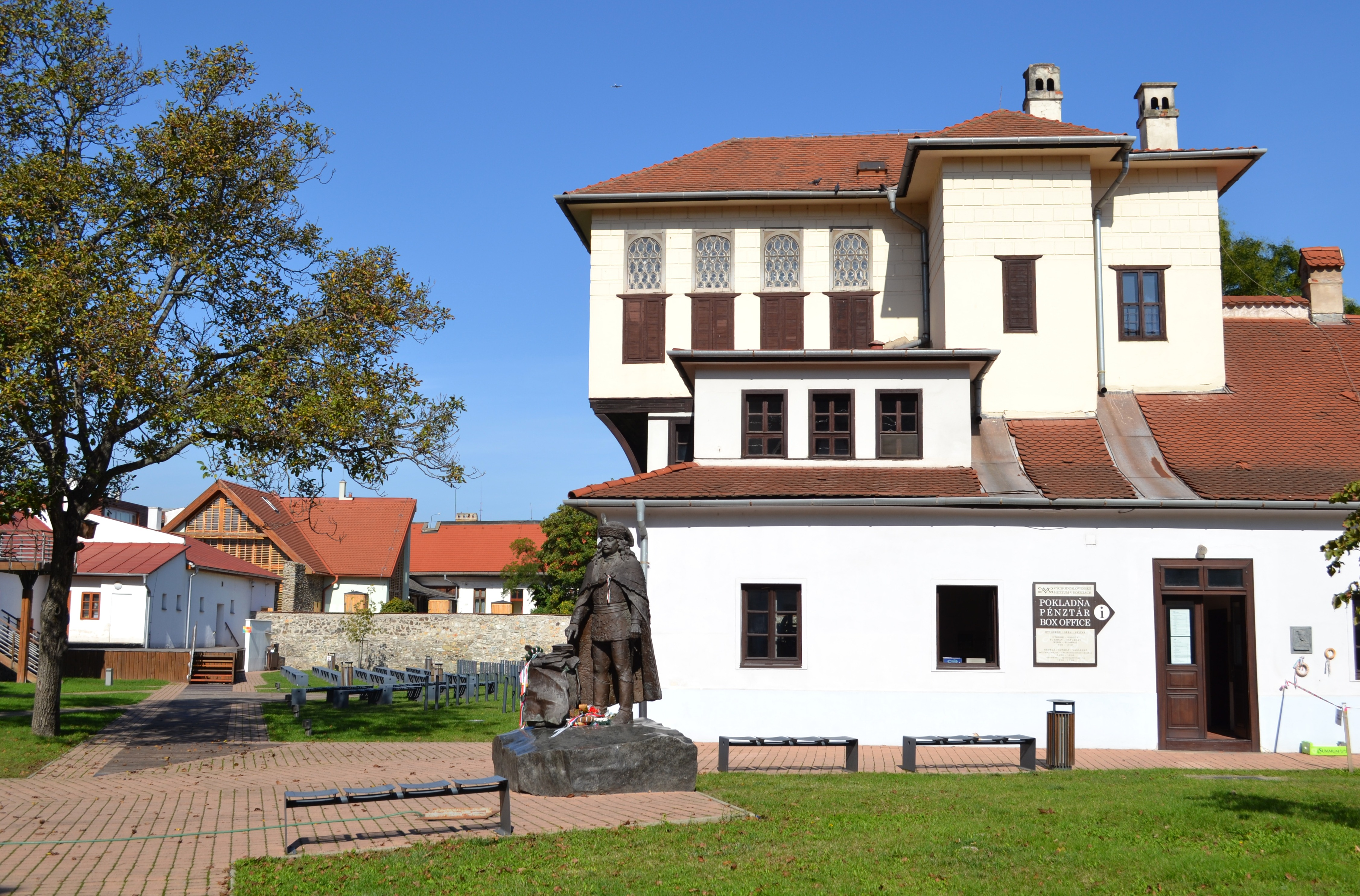
Památný dům Rodošto
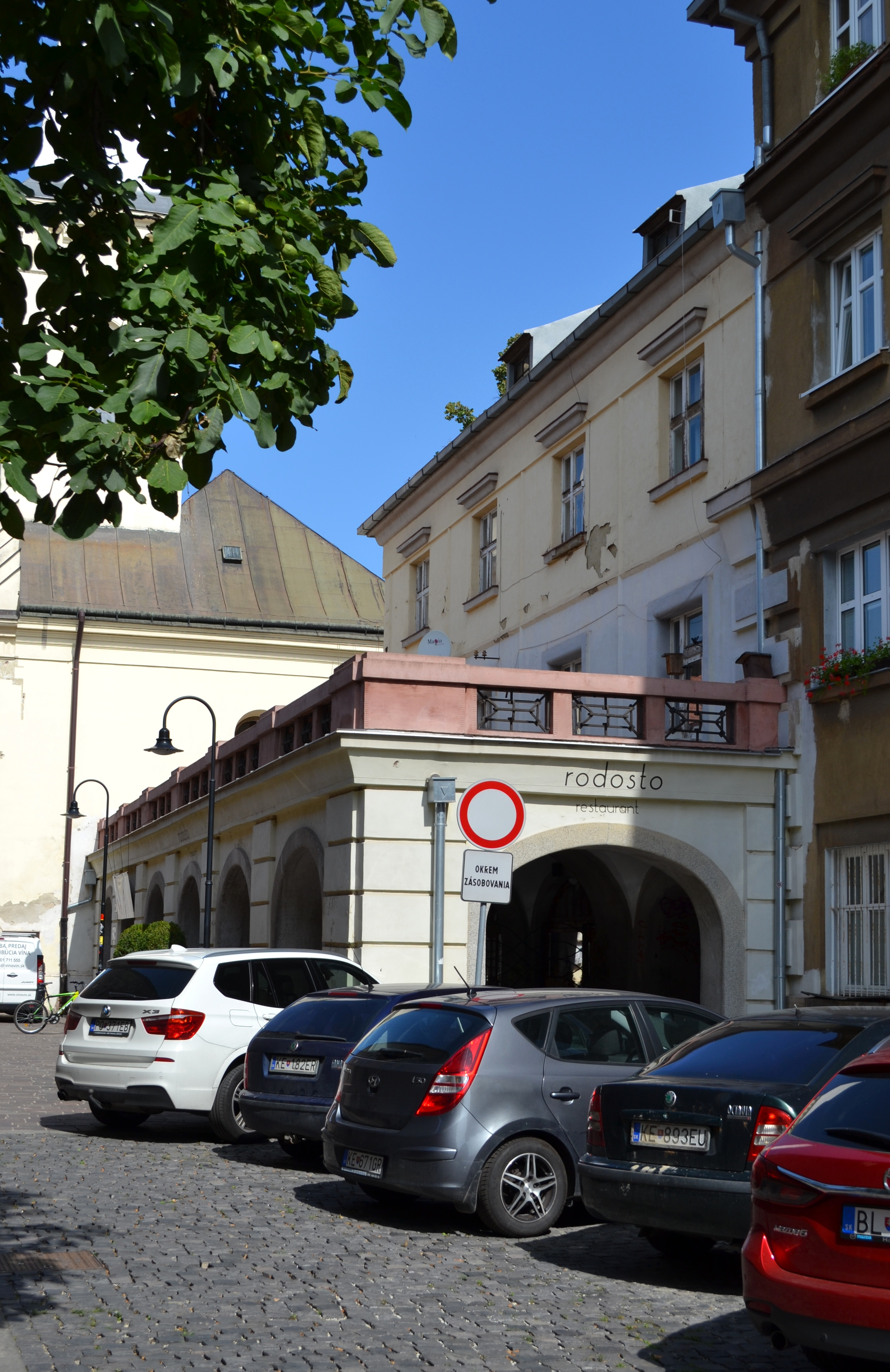
Vstup do areálu
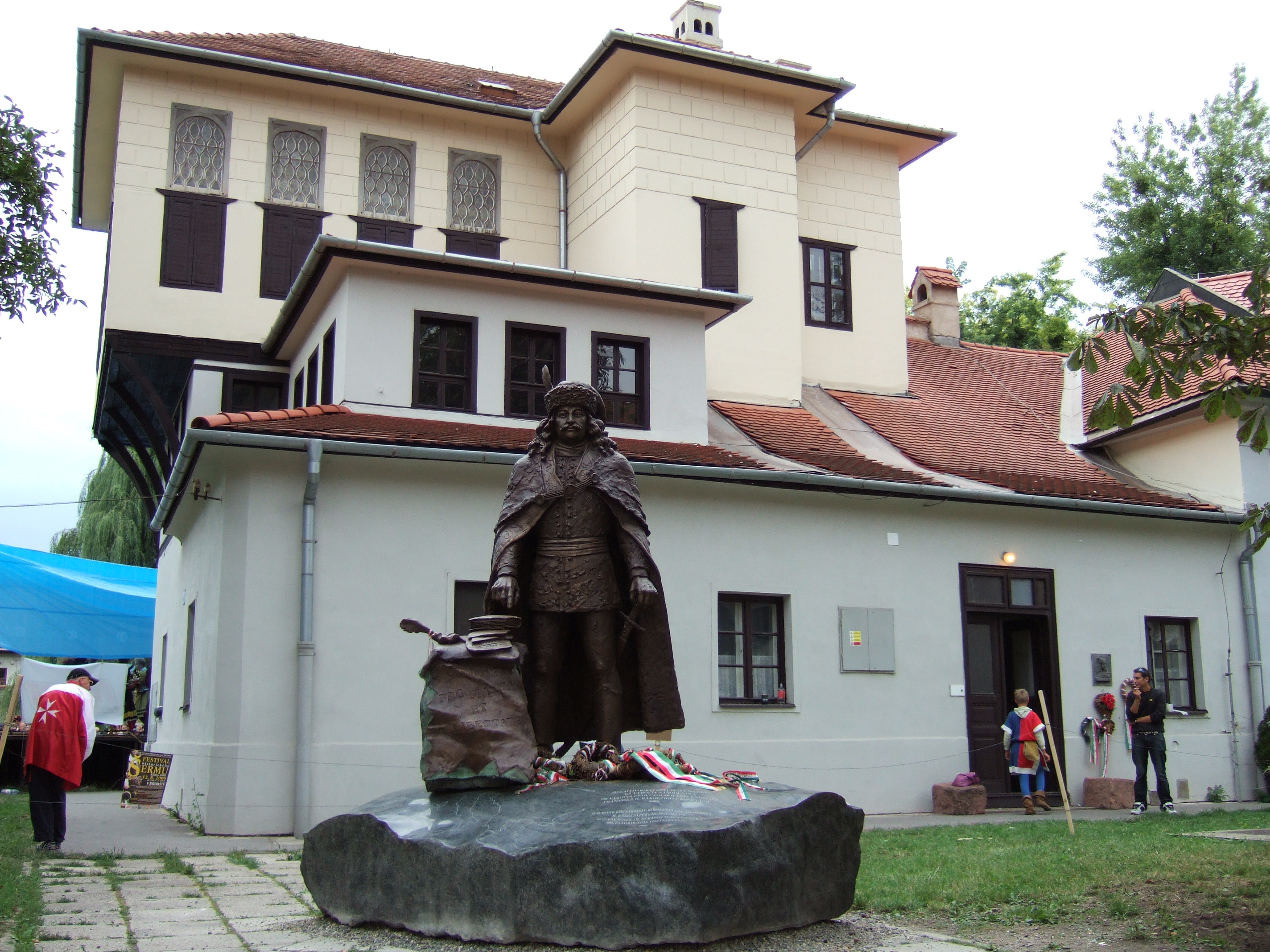
Socha Rákócziho
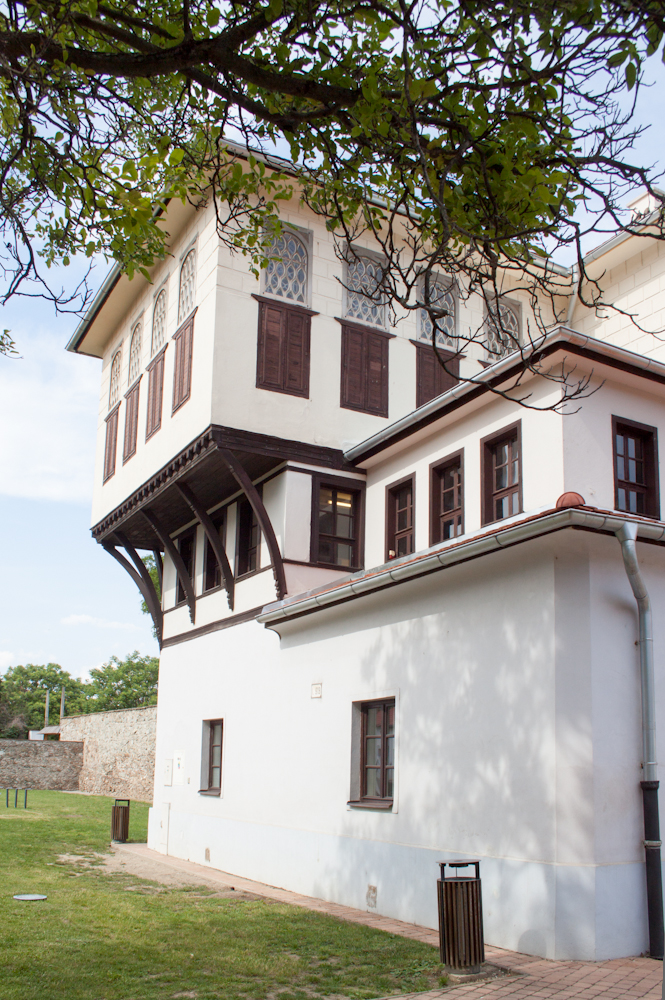
Památný dům Rodošto
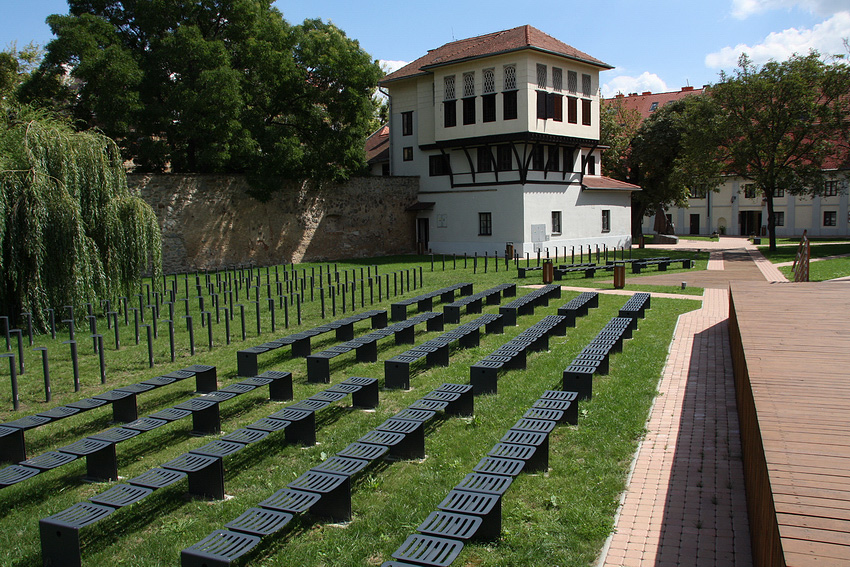
Památný dům Rodošto zdálky